# Línguas de sinais vietnamitas
As variedades de língua de sinais vietnamitas (pt: língua gestual), na Cidade de Ho Chi Minh, Hanoi e Haiphong, no Vietname, normalmente são consideradas como línguas distintas. No entanto, existem tentativas para desenvolver uma língua-padrão nacional, a Língua de Sinais Vietnamita.
Estas línguas de sinais do Vietname podem estar relacionadas com as línguas de sinais nativas do Laos e da Tailândia. A Língua de Sinais Francesa parece ter tido uma influência sobre as linguagens vietnamitas.